# Mandelgave
 (août 2021).

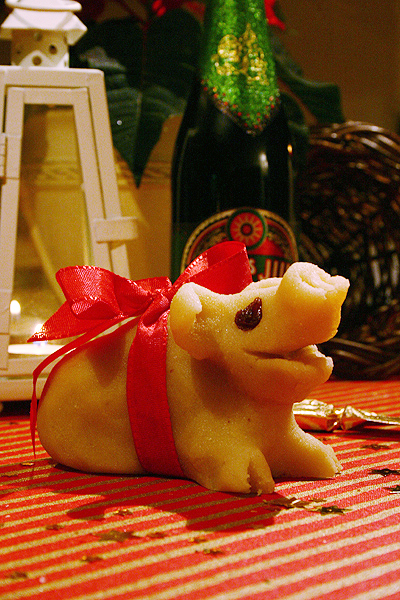
Un cochon rose, exemple de cadeau donné en tant que mandelgave.

Un mandelgave (bokmål : mandelgave, nynorsk : mandelgåve, islandais : möndlugjöf, suédois : mandelgåva) est un cadeau habituellement donné dans certains pays nordiques à la personne qui obtient l'amande entière mise dans le riz au lait servi pour Noël. Il s'agit d'une tradition scandinave commune à de nombreuses familles, et notamment aux familles avec enfants.
Au Danemark, cette tradition est connue depuis le 16e siècle. La coutume de l'amande dans le porridge a des similitudes avec la coutume de la galette des rois pendant l'Épiphanie à la fin de la saison de Noël,.